# Saint Antoine de Padoue (film)
Pour plus de détails, voir Fiche technique et Distribution.
Saint Antoine de Padoue (Antonio di Padova) est un film biographique historique italien réalisé par Pietro Francisci et sorti en 1949.

## Synopsis
Le film raconte la vie du saint d'origine portugaise.

## Fiche technique
- Titre français : Saint Antoine de Padoue[1]
- Titre original : Antonio di Padova[2],[3]
- Réalisation : Pietro Francisci
- Scénario : Raul De Sarro, Fiorenzo Fiorentini, Pietro Francisci, Giorgio Graziosi
- Photographie : Mario Bava
- Montage : Pietro Francisci
- Musique : Carlo Innocenzi
- Décors et costumes : Flavio Mogherini
- Production : Mario Francisci
- Sociétés de production : Oro Film (it)
- Format : Noir et blanc - 1,37:1 - Son mono - 35 mm
- Pays de production :  Italie
- Langue de tournage : italien
- Genre : film biographique historique
- Durée : 94 minutes
- Dates de sortie : 
  - Italie : 20 mars 1949
  - France : 1951

## Distribution
- Aldo Fiorelli : Antoine de Padoue
- Silvana Pampanini : Anita, la mère de Fernando
- Carlo Giustini : Andrea, le père de Fernando
- Alberto Pomerani : le petit Fernando
- Aldo Fabrizi : Ezzelino da Romano
- Manuel Roero : le comte Vincenzo
- Luigi Pavese : Don Martino
- Valerio Tordi : Don Alvaro
- Riccardo Mangano : Don Diego
- Antonio Crast : Le bouffon d'Ezzelino
- Nino Pavese : Achille Sartori
- Ugo Sasso : le fermier
- Paola Dalgas : la femme du fermier
- Lola Braccini : la mère du fermier
- Piero Pastore : Giano
- Mario Ferrari : le juge Don Alicante
- Anna Di Lorenzo Isabella
- Cesare Fantoni : le sultan Miramolino
- Guido Notari : avocat de la défense
- Giovanni Onorato : autre avocat de la défense
- Vittorio Cramer : avocat de l'accusation
- Carlo Duse : capitaine des gardes d'Ezzelino
- Nino Capriccioli : frère Bernardo
- Armando Guarnieri : assassin d'Ezzelino
- Dianora Veiga : la luxurieuse
- Sergio Fantoni : un chevalier